# Bauer Media
Bauer Media v. o. s. je české vydavatelství, vlastněné společností Heinrich Bauer Verlag z Německa. Na podzim 2018 většinu jeho aktivit koupil mediální dům MAFRA, spadající pod firemní holding Agrofert, toho času uložený ve svěřenském fondu premiéra Andreje Babiše. Vydavatelství produkovalo široké spektrum společenských časopisů, jeho dceřiná společnost Bauer Media Praha se zaměřovalo na lifestylové tituly.

## Historie
Vydavatelství bylo založeno v roce 1991 pod názvem Nová Móda Servis. Poté se až do roku 2006 jmenovala Europress. V březnu 2006 byla přejmenována na název odpovídající jménu vlastníka, tedy Bauer Media v. o. s.
Vlastnická firma Bauer Media (dříve Heinrich Bauer Verlag) pochází z Německa, kde byla založena před rokem 1885. Na počátku 21. století byla koncernem Bauer Media Group sídlícím v Hamburku, v roce 2006 vydávala 152 titulů časopisů v 13 zemích světa, v roce 2010 vydávala 308 časopisů v 14 zemích a produkovala i digitální projekty. Dceřiné společnosti založila nejen v ČR, ale i ve Francii, Velké Británii, Polsku, Rusku, Slovensku, Španělsku a USA.
Samotná česká společnost Bauer Media v roce 2010 vydávala na českém trhu 21 titulů (oproti roku 2005 nárůst o 7). Sídlila v Praze 5 v ulici Moulíkova 1.
V roce 2016 firma utržila celkem 634 milionů korun a vygenerovala čistý zisk 124 milionů, o rok později obě hodnoty zvýšila na 659 milionů (o 4 %), resp. 152 milionů korun (o 23 %). Dceřiná společnost Bauer Media Praha, specializující se na lifestylové časopisy, utržila v roce 2017 téměř 140 milionů korun (meziročně o 4 % více), čistý zisk však poklesl na 1,6 milionu z předchozích 9,75 milionu korun.
V říjnu 2018 byl oznámen záměr prodat většinu českých aktivit mediální firmě MAFRA, vydávající mimo jiné deníky MF DNES či Lidové noviny, spadající pod koncern Agrofert.

## Tituly v roce 2010
- Napsáno životem, společenský časopis pro ženy, čtrnáctideník vydávaný od roku 1994, přes 30 stran formátu A4
- Tvůj svět, společenský časopis – měsíčník pro ženy, barevný, s křížovkami, velký formát, 32 stran, stejná šéfredaktorka
- Kouzelné princezny, čtvrtletník pro děti, 36 stran
- Žena a život, čtrnáctideník pro ženy
- Tina, týdeník pro ženy
- Vaříme, příloha časopisu Tina 4× za rok
- Chvilka pro tebe, týdeník pro ženy
- Čas na lásku, čtrnáctidenník pro ženy
- Rytmus života, společenský týdeník
- Čas pro hvězdy, společenský týdeník
- Bravo, zaměřen na teenagery, u nás je čtrnáctideník vydáván od roku 1991, časopis má svůj TV pořad v televizi
- Bravo Girl!, čtrnáctidenník pro dospívající dívky,
- Dívka
- Claudia, společenský týdeník pro ženy
- Bydlení, měsíčník, téma dle názvu
- Chvilka pro luštění, měsíčník malého formátu plný křížovek
- Chvilka pro relax, dvouměsíčník, křížovkářský speciál
- Chvilka v kuchyni, měsíčník s recepty
- Omalovánky moudré sovy, dvouměsíčník pro malé děti
- In Touch, měsíčník o showbyznysu
- Krimi speciál, dvouměsíčník, skutečné kriminální příběhy
- Pestrý svět, týdeník o českých osobnostech
- Štěstí a nesnáze, dvouměsíčník pro ženy
- TV Max, televizní program, čtrnáctideník
- TV Plus, týdeník nejen s TV programem
- TV Revue, čtrnáctideník s TV programy 52 stanic
- Týdeník Televize

## Soudní spory
V roce 2008 soud rozhodl, že společnost zaplatí TV moderátorovi Karlu Šípovi za hanlivý článek v časopisu Pestrý svět 150 000 Kč. Také moderátor Jan Kraus na jaře 2009 oznámil, že se společností kvůli jejím bulvárním časopisům vede soudní spory.